# Islands ambassadører i Schweiz
Dette er en liste over Islands ambassadører i Schweiz. 
| #  | Navn                      | Tid               | Slut på mission   |
| -- | ------------------------- | ----------------- | ----------------- |
| 1  | Pétur Benediktsson        | 3 maj 1949        | 25 november 1955  |
| 2  | Helgi P. Briem            | 28 november 1956  | 28 december 1960  |
| 3  | Pétur Thorsteinsson       | 28 december 1960  | 1 juni 1962       |
| 4  | Magnús V. Magnússon       | 1 juni 1962       | 30 september 1969 |
| 5  | Árni Tryggvason           | 15 december 1969  | 8 juli 1976       |
| 6  | Niels P. Sigurðsson       | 8 juli 1976       | 2 marts 1979      |
| 7  | Pétur Eggerz              | 2 marts 1979      | 21 oktober 1983   |
| 8  | Hannes Jónsson            | 21 oktober 1983   | 23 februar 1987   |
| 9  | Páll Ásgeir Tryggvason    | 23 februar 1987   | 28 september 1989 |
| 10 | Hjálmar W. Hannesson      | 28 september 1989 | 16 maj 1995       |
| 11 | Ingimundur Sigfússon      | 16 maj 1995       | 23 november 2001  |
| 12 | Jón Egill Egilsson        | 23 november 2001  | 16 februar 2005   |
| 13 | Ólafur Davíðsson          | 16 februar 2005   | 5 december 2007   |
| 14 | Stefán Haukur Jóhannesson | 5 december 2007   | 23 juni 2011      |
| 15 | Þórir Ibsen               | 23 juni 2011      |                   |